# Ауньйон
Ауньйон (ісп. Auñón) — муніципалітет в Іспанії, у складі автономної спільноти Кастилія-Ла-Манча, у провінції Гвадалахара. Населення — 204 особи (2010).
Муніципалітет розташований на відстані близько 80 км на схід від Мадрида, 34 км на схід від Гвадалахари.
На території муніципалітету розташовані такі населені пункти: (дані про населення за 2010 рік)
- Ауньйон: 198 осіб
- Ентрепеньяс: 6 осіб

## Демографія
Динаміка населення (INE ):

## Галерея зображень

Розташування муніципалітету у провінції Гвадалахара